# Frontera entre el Sudan i el Txad
La frontera entre el Sudan i el Txad és una línia terrestre de 1.360 kilòmetres que delimita la frontera entre el Sudan i el Txad.

## Traçat
Comença de nord a sud amb el trifini entre el Sudan, el Txad i Líbia, segueix al sud pel meridià 24 a l'Est, divergeix per tornar-se irregular a l'oest del Jebel Marra abans d'acabar al trifini entre el Sudan, el Txad i la República Centreafricana.
Del cantó sudanès, discorre per l'oest dels tres estats sudanesos corresponents a l'antiga província del Sudan Angloegipci del Darfur, successivament de nord a sud: Shamal Darfur, Gharb Darfur i Janob Darfur. Pel costat del Txad, des de la reorganització del 2008, són les regions de d'Ennedi, Wadi Fira, Ouaddaï i Sila que limiten amb la frontera sudanesa.

## Història
La frontera revela els acords entre França, que controlava el protectorat del Txad des de 1900, i el Regne Unit, potència tutelar del Sudan Angloegipci des de 1899. Va modificar l'economia del Darfur que havia estat un punt de pas dels intercanvis entre el golf de Benin, la mar Mediterrània, les regions del llac Txad i la vall del Nil.
Després de les independències, la frontera és oberta a les nombroses circulacions: de grups armats per participar en els canvis polítics al Txad, com la guerra civil txadiana de 2005 a 2010, de refugiats del Darfur durant la guerra civil de 2003. En 2009, fou considerada per Marc Lavergne, director del Centre d'études et de documentation économiques, juridiques et sociales, «virtual, encara que estigui perfectament delimitada i coneguda per tots». Degut a la guerra civil txadiana va estar tancada fins l'abril de 2010, enquè fou reoberta.